# Sandstrandpipare
Sandstrandpipare (Anarhynchus dealbatus) är en fågel i familjen pipare inom ordningen vadarfåglar. Den behandlas traditionellt som en del av svartbent strandpipare, men urskiljs allt oftare som egen art. Fågeln häckar i sydöstra Kina och flyttar vintertid söderut i Sydostasien. Kunskap saknas både om mycket av dess levnadssätt och status.

## Kännetecken

### Utseende
Sandstrandpiparen är en liten (16–17 cm) och rundhuvad pipare med ljus fjäderdräkt. Karakteristiskt är vit panna som övergår i ett vitt ögonbrynsstreck, kritvit tygel, vit undersida och ljust brungrå ovansida. Näbben är medellång, svart och med trubbig spets. Benen är relativt långa med skäraktig anstrykning.
Hane i häckningsdräkt är helvit på panna, tygel och runt ögat. Den har ett svart band på hjässans framkant, medan bakre delen av hjässan är orange. På sidan av bröstet syns svarta fläckar. Hos honan är dessa fläckar gråbruna, medan hjässan saknar rött inslag. Utanför häckningstid är sandstrandpiparen mycket mer anspråkslös i teckningen, med gråbrun ovansida och helt utan svart i fjäderdräkten.

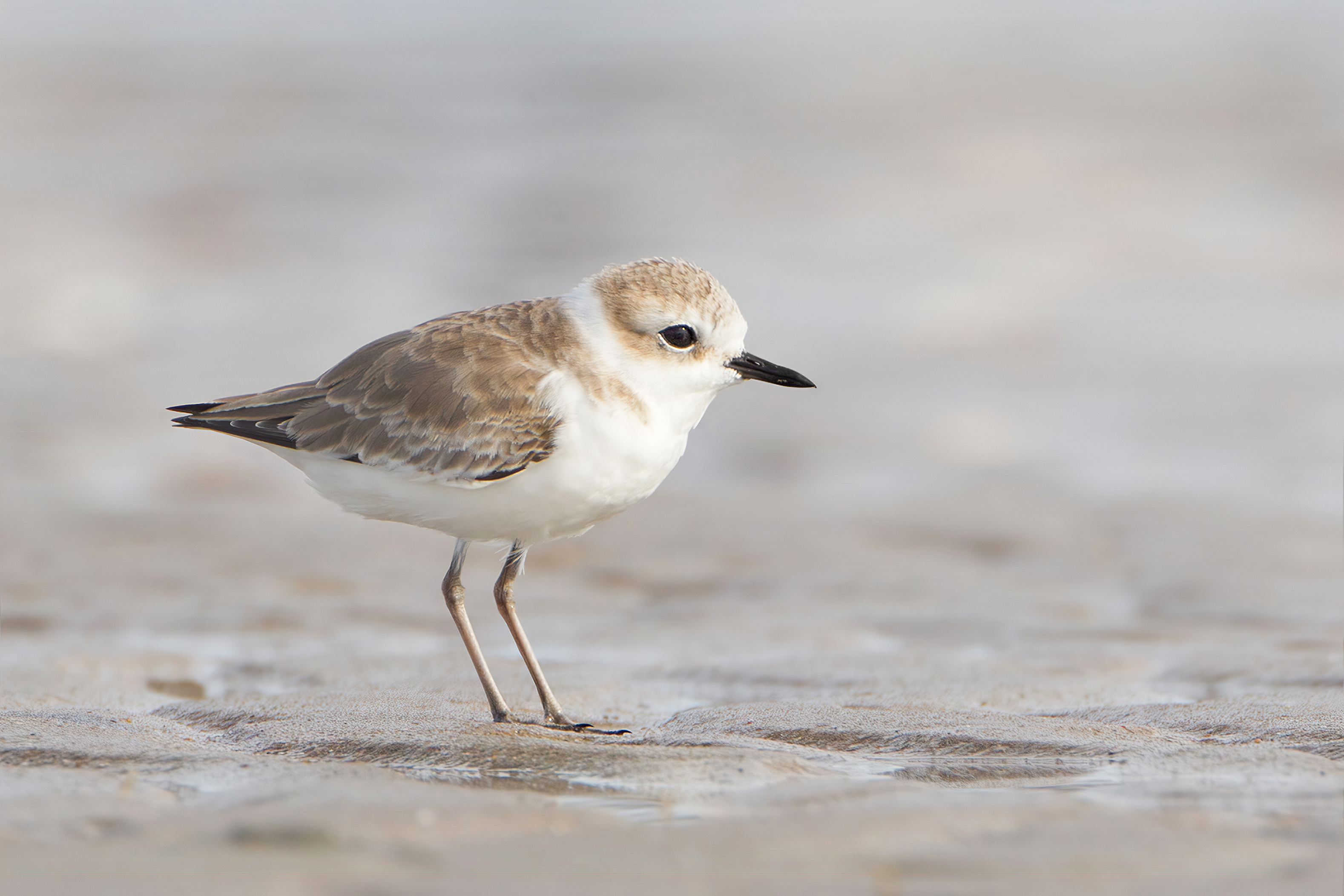
Sandstrandpipare i vinterdräkt.

Svartbent strandpipare är mycket lik sandstrandpiparen, men denna har svart tygel, mer svart på hjässan och större svarta bröstfläckar. Den har också mindre vitt inslag i vingen. Sandstrandpiparens näbb är längre och kraftigare med ljust längst in på nedre näbbhalvan. Benen är också skärgrå, ovansidan mer ljust sandbrun och på vingen syns mer vitt på vingbandet, framför allt på vingpennorna. Malajstrandpiparen är mindre och har även den mörk tygel, men också mindre näbb och tydligt ljusa kanter på mantelfjädrarna.

### Läten
Arten är i stort sett tystlåten utanför häckningstid. Dess läten är dåligt kända, i synnerhet spellätet som ännu inte dokumenterats. Övriga läten är i stort sett identiska med svartbent strandpiparen, med ett ljust "tip" eller "tee" avgett som varningsläte vid uppflog.

## Utbredning och systematik
Fågeln häckar i sydöstra Kina och övervintrar till södra Vietnam, södra Thailand, Malackahalvön, Singapore och sydöstra Sumatra. Den behandlas som monotypisk, det vill säga att den inte delas in i några underarter.

### Taxonomi och artstatus
Sandstrandpiparen beskrevs 1870 av den engelske biologen Robert Swinhoe utifrån ett typexemplar från Taiwan som han gav namnet Aegialites dealbatus. Sen dess har dess status varit mycket omdiskuterad och huvudsakligen behandlats som en del av svartbent strandpipare (A. alexandrinus). Sentida studier har dock visat på både utseendemässiga, morfologiska, beteendemässiga och genetiska skillnader, och har därför rekommenderats utgöra en egen art. Världsledande taxonomiska auktoriteter som International Ornithological Congress och eBird/Clements har följt efter, sedan 2022 även svenska BirdLife Sverige.

### Släktestillgörighet
Sandstrandpipare placeras traditionellt, liksom de flesta pipare, i det stora släktet Charadrius. Flera genetiska studier har dock visat att arterna i släktet inte är varandras närmaste släktingar. Istället är en stor grupp strandpipare, däribland sandstrandpipare, närmare släkt med vipor i Vanellus och andra udda pipare som australiska inlandspiparen (Peltohyas australis) och arten snednäbb i Nya Zeeland (Anarhynchus frontalis) än med typarten för släktet större strandpipare.  Tongivande Clements m.fl. implementerade 2023 dessa resultat i sin systematik, vilket medfört att denna grupp lyfts ur Charadrius och istället förenats med snednäbben i släktet Anarhynchus. Denna linje följs här. 

## Levnadssätt
Sandstrandpiparen bebor sandiga kustområden, lerslätter och saliner. Födan är dåligt känd, men tros likna svartbent strandpipare. Under födosök rör den sig likt ökenpiparen, med sänkt huvud springande över sanden för att få tag i sina byten. Sandstrandpiparen beblandar sig ofta med svartbent strandpipare, men är mer aktiv än denna och rör sig nästan konstant. Den tenderar också födosöka på hårdare och torrare ytor.

### Häckning
Sandstrandpiparen häckar på sandstränder. Ett bo hittades nyligen i Vietnam, en grund utgrävd grop i grov sand med fragment av snäckskal innehållande tre olivbeige ägg med brunsvarta teckningar.

## Status
IUCN anser att finns för lite kunskap om arten för att bedöma dess hotstatus.